# James Wilby
Ne doit pas être confondu avec James Wilby (natation).
James Jonathon Wilby, né le 20 février 1958 à Rangoun en Birmanie, est un acteur britannique.

## Biographie
James Jonathon Wilby est le fils d'un dirigeant d'entreprise. Il étudia à l'école Sedbergh en Cumbria (Angleterre) , puis, poursuivit ses études à l'université Durham (Grey college) en Angleterre. Sa carrière débuta avec le réalisateur James Ivory qui lui offrit le rôle-titre de Maurice aux côtés de Hugh Grant et Rupert Graves dont il remporta la Coupe Volpi de la meilleure interprétation masculine (ex æquo avec Hugh Grant) au festival de Venise 1987.
Il est plus récemment apparu dans Renaissance et dans Mariage et conséquences.

### Vie privée
Il est marié à Louise Shana avec qui il a eu plusieurs enfants : Barnaby John Loxley, Florence Hannah Mary, Nathaniel Jérôme et Jesse Jack.

## Filmographie

### Cinéma
- 1982 : Privileged (en) de Michael Hoffman : Jamie
- 1985 : Dutch Girls de Giles Foster : Dundine
- 1985 : Dreamchild de Gavin Millar : Baker
- 1985 : Chambre avec vue (A Room With a View) de James Ivory : Invité de fête (Non crédité)
- 1987 : Maurice de James Ivory : Maurice Hall
- 1988 : Une poignée de cendre (A Handful of Dust) de Charles Sturridge : Tony Last
- 1988 : A Summer Story de Piers Haggard : Mr. Ashton
- 1989 : Conspiracy de Chris Bernard : Stringer
- 1991 : Le Diable à quatre (Caccia alla vedova) de Giorgio Ferrara : Milord Runbiff
- 1992 : Retour à Howards End (Howards End) de James Ivory : Charles Wilcox
- 1992 : Immaculate Conception de Jamil Dehlavi : Alistair
- 1994 : La Partie d'échecs de Yves Hanchar : Lord Staunton
- 1997 : Renaissance (en) (Regeneration) de Gillies MacKinnon : Second Lieutenant Siegfried Sassoon
- 1999 : Tom's Midnight Garden de Willard Carroll : Oncle Alan Kitson
- 1999 : Cotton Mary de Ismail Merchant : John MacIntosh
- 2000 : An Ideal Husband (en) de William P. Cartlidge : Sir Robert Chiltern
- 2001 : Jump Tomorrow de Joel Hopkins : Nathan
- 2001 : Gosford Park de Robert Altman : Freddie Nesbitt
- 2004 : De-Lovely de Irwin Winkler : Edward Thomas
- 2006 : Gradiva de Alain Robbe-Grillet : John Locke
- 2008 : Lady Godiva (en) de Vicky Jewson : Leofric
- 2009 : Shadows in the Sun (Des Ombres au Soleil[1]) de David Rocksavage : Robert
- 2011 : We Need To Talk About Kieran de Steve Murphy et Daniel Smith Rowsey : Professeur Hugh Merrill
- 2017 : À l'heure des souvenirs (The Sense of an Ending) de Ritesh Batra : David Ford
- 2022 : Mascarade de Nicolas Bedos : Thomas
- 2024 : The Ministry of Ungentlemanly Warfare de Guy Ritchie : Algernon

### Télévision

#### Téléfilms
- 1996 : Le Jardin des secrets (The Treasure Seekers) de Juliet May : Henry Carlisle
- 1996 : Witness Against Hitler de Betsan Morris Evans : Helmuth James von Moltke
- 1997 : The Woman in White de Tim Fywell : Sir Percival Glyde
- 1999 : The Dark Room de Graham Theakston : Dr Alan Protheroe
- 2002 : Bertie and Elizabeth de Giles Foster : King George VI, dit "Bertie"
- 2002 : George Eliot: A Scandalous Life de Mary Downes : Herbert Spencer
- 2003 : Meurtre au champagne (Sparkling Cyanide) de Tristram Powell : Stephen Farraday
- 2006 : Le Mystère de Sittaford (Marple: The Sittaford Mystery) de Paul Unwin : Stanley Kirkwood
- 2007 : The Last Days of the Raj de Carl Hindmarch : Lord Mountbatten
- 2007 : Clapham Junction de Adrian Shergold : Julian Rowan
- 2007 : Comet Impact de Keith Boak : Josh Hayden
- 2008 : A Risk Worth Taking de Paul Seed : Patrick Trenchard
- 2012 : The Best Possible Taste de James Strong : Wilfred De'ath

#### Séries télévisées
- 1984 : Les Aventures de Sherlock Holmes (The Adventures of Sherlock Holmes) : James Barclay jeune (The Crooked Man épisode 5 saison 1)
- 1984 : The Bill : Higgins (A Friend in Need épisode 2 saison 1)
- 1988 : Monstres et Merveilles (The Storyteller) : Prince (Sapsorrow épisode 7 saison 1)
- 1989 : Le Conte de deux cités (A Tale of Two Cities) : Sydney Carton
- 1989 : The Jim Henson Hour : Prince (Garbage épisode 9 saison 1)
- 1989 : Un amour qui tue (Mother Love) : Christopher "Kit" Vesey
- 1991 : Screen One : Michael Evans (Tell Me That You Love Me épisode 2 saison 3)
- 1992 : Screen One : Arthur Donnithorne (Adam Bede épisode 3 saison 9)
- 1993 : You Me and It : Charles Henderson
- 1993 : Lady Chatterley : Sir Clifford Chatterley
- 1994 : Crocodile Shoes : Ade Lynn (The Tape épisode 1 saison 1)
- 1996 : Les Contes de la crypte (Tales from the Crypt) : Nick Marvin (Horror in the Night épisode 5 saison 7)
- 1997 : Original Sin : Gerard Etienne
- 2000 : Scotland Yard, crimes sur la Tamise (Trial & Retribution) : James McCready (Épisodes 1 et 2 saison 4)
- 2001 : Adrian Mole: The Cappuccino Years : Zippo Montefiore
- 2003 : Murder in Mind : Daniel Morton/Sir Richard Morton (Echoes épisode 1 saison 3)
- 2004 : Island at War : James Dorr
- 2004 : Affaires non classées (Silent Witness) : Matt Gibb (Nowhere Fast: Part 1 et Nowhere Fast: Part 2 épisodes 5 et 6 saison 8)
- 2004 : Foyle's War : Major Cornwall (They Fought in the Fields épisode 3 saison 3)
- 2005 : Jericho : Alan Mills (The Hollow Men épisode 4 saison 1)
- 2006 : Surviving Disaster : David Sheahan (Fastnet Yacht Race épisode 5 saison 1)
- 2006 : Ancient Rome: The Rise and Fall of an Empire : Ofonius Tigellinus (Nero épisode 1 saison 1)
- 2007 : Inspecteur Lewis (Lewis) : Hugh Mallory (Expiation épisode 3 saison 1)
- 2007 : Little Devil : Adrian Bishop (Épisode 3 saison 1)

- 2008 : Hercule Poirot (Agatha Christie's Poirot) : Andrew Restarick (La Troisième Fille épisode 3 saison 11)

- 2010 : Inspecteur Barnaby (Midsomer Murders) : Edward Milton (The Made-to-Measure Murders épisode 2 saison 13)
- 2011 : Journal intime d'une call girl (Secret Diary of a Call Girl) : Henry (Épisode 4 saison 4)
- 2012 : Titanic : Bruce Ismay
- 2012 : Flics toujours (New Tricks) : Peter Hammond (Queen and Country épisode 3 saison 9)
- 2017 et 2018: Poldark: Lord Falmouth (Saison 3 et 4)